# Terryana D'Onofrio
Terryana D'Onofrio (Marsicovetere, 28 gennaio 1997) è una karateka italiana, specialista nel kata, campionessa europea a squadre nel 2018 e nel 2021.

## Biografia
Inizia a praticare karate nella palestra di suo padre a Sant'Arcangelo insieme a suo fratello maggiore Francesco.
Ai mondiali universitari del 2018 a Kobe, in Giappone, conquista l'argento individuale nella specialità kata, e nello stesso anno diventa campionessa europea a squadre ai campionati europei svolti a Novi Sad e conquista il bronzo a squadre ai mondiali di karate disputati a Madrid. Nel 2021 conquista nuovamente l'oro a squadre insieme a Michela Pezzetti e Carola Casale nei campionati europei di Poreč.
Nel 2021 ha conseguito la Laurea magistrale in Scienza e Tecnica dello Sport (Classe LM 68) presso l'Università degli Studi di Roma "Foro Italico".

## Palmarès
- Mondiali

Madrid 2018: bronzo a squadre.
- Europei

Novi Sad 2018: oro a squadre.
Guadalajara 2019: argento a squadre.
Poreč 2021: oro a squadre.
- Mondiali universitari

Kōbe 2018: argento individuale.